# Indian Lake (singolo)
Indian Lake è una canzone registrata dalla pop band The Cowsills, musica e testo di Tony Romeo.
La canzone è stata pubblicata come singolo insieme a Newspaper Blanket ed inclusa nell'album "Best of the Cowsills" (Polydor) 1968.  Era al 51º posto della classifica dei singoli di musica Pop redatta dalla rivista Cash Box nell'edizione di fine anno (28 dicembre, 1968), vendendo oltre 1 milione di copie e fu tuilizzata anche a scopi commerciali per la Dodge Charger.